# جون دي كراوس
جون دي كراوس (بالإنجليزية: John D. Kraus)‏ (و. 1910 – 2004 م) هو عالم فلك، وفيزيائي، ومهندس، وأستاذ جامعي، ومهندس كهربائي من الولايات المتحدة الأمريكية . ولد في آن آربر . وكان عضواً في جمعية مهندسي الكهرباء والإلكترونيات، والأكاديمية الوطنية للهندسة .
توفي عن عمر يناهز 94 عاماً.

## التعليم
تعلم في جامعة ميشيغان

## جوائز
حصل على جوائز منها:
- وسام إديسون (1985)
- IEEE Centennial Medal [الإنجليزية]‏.